# Elmohardyia praecipua
Elmohardyia praecipua är en tvåvingeart som beskrevs av José Albertino Rafael och Rosa 1992. Elmohardyia praecipua ingår i släktet Elmohardyia och familjen ögonflugor. Inga underarter finns listade i Catalogue of Life.